# Українські офіцери
Газета «Українські офіцери» — друкований орган Всеукраїнської громадської організації «Товариство українських офіцерів».

## Назва та загальна інформація
Газета «Українські офіцери» є всеукраїнською суспільно-політичною газетою, що містить як поточні новини, так і аналітичну інформацію. Газета зареєстрована 27 лютого 2004 року, реєстраційне свідоцтво КВ № 8486. Виходить українською та російською мовами.
Також усі номери газети є у вільному доступі на вебсайті Всеукраїнської громадської організації «Товариства українських офіцерів»,.

## Теми публікацій
Висвітлення історичних подій становлення самостійної держави та Українських збройних сил. Військово-патріотичне виховання молоді та підготовка майбутніх захисників до служби в українському війську. Вшанування пам'яті воїнів котрі віддали своє життя за майбутнє та незалежність нашої держави на полях битв.

Інформування громадян і правова освіта, в першу чергу військовослужбовців Збройних сил України, органів правопорядку, ветеранів, осіб звільнених із військової служби та членів їх сімей, щодо законних прав на житло, землю, перерахунок розміру пенсійного забезпечення та на гідні умови існування.